# Walter Meng
Walter Meng (* 11. Juli 1926 in Rötenberg; † 7. März 2016 in Schorndorf, Baden-Württemberg) war ein deutscher evangelischer Diakon, Autor und Träger des Bundesverdienstkreuzes am Bande.

## Leben
Walter Meng wurde im Schwarzwald geboren und besuchte die Oberschule in Schramberg. 1944 wurde er zur Luftwaffe eingezogen und erlebte in Stettin die Zerstörung der Stadt durch einen Luftangriff. Im April 1945 kam er in Westfalen in amerikanische Kriegsgefangenschaft und wurde im Juli 1945 in französische Gefangenschaft auf einen Bauernhof in Südfrankreich überstellt. Nach der Rückkehr aus französischer Kriegsgefangenschaft 1948 absolvierte er eine Ausbildung zum Diakon und Gemeindehelfer auf der Karlshöhe Ludwigsburg. 1951 gründete er als Jugendreferent im Dekanat Gaildorf das CVJM-Zeltlager Buchhorn bei Michelbach an der Bilz in der Nähe von Schwäbisch Hall, wofür er 1989 das Bundesverdienstkreuz am Bande bekam. Zwischen 1954 und 1959 leitete er die von ihm aufgebaute Diakonische Bezirksstelle Schorndorf. Ab 1960 war er als Referent bei der Theologischen Abteilung der Zentrale der Inneren Mission (später Diakonisches Werk der EKD) in Stuttgart tätig und ab 1974 bei der Stadtmission der Evangelischen Gesellschaft in Stuttgart. Er war Mitinitiator der Telefonseelsorge der EKD und initiierte die Flughafenseelsorge in Frankfurt am Main. Auf seine Initiative hin entstand die täglich wechselnde Telefonbotschaft mit Kurzpredigten. Weit über seinen Ruhestand im Jahr 1989 hinaus bis zu seinem Tod war er auch bei der Circus- und Schaustellerseelsorge, der Telefonseelsorge und den Campingdiensten aktiv.
Meng war Gründungsmitglied und Kreisvorsitzender des Evangelischen Arbeitskreises der CDU Rems-Murr und nach seiner Pensionierung über viele Jahre deren Ehrenvorsitzender. Er engagierte sich im Kirchengemeinderat der örtlichen Versöhnungskirchengemeinde in Schorndorf, des Gesamtkirchengemeinderates, war Mitglied der Bezirkssynode und Ehrenvorsitzender des CVJM Schorndorf. Er war Vorsitzender des Verbandes der Mitternachtsmissionen in Deutschland und über 20 Jahre lang Landesvorsitzender des württembergischem Landesverbandes der „Kirchlichen Dienste im Gastgewerbe/Missionarischer Dienst im Hotel- und Gaststättengewerbe“ (KDG-MDHG). Aus der von ihm in den 1950er Jahren initiierten kirchlichen Partnerschaft mit der thüringischen Stadt Kahla ist 1991 eine Gemeindepartnerschaft mit Schorndorf entstanden.

## Privates
1956 heiratete er in Ottendorf bei Gaildorf Lore Dürrich. Mit ihr hatte er drei Söhne und wohnte in Schorndorf.

## Veröffentlichungen
- als Hrsg.: Ein Dorf im Wandel der Zeit – aus Anlaß des 850-jährigen Bestehens der Rötenberger Kirche 1128–1978. Texte: Paul Burkhardt. Aichhalden-Rötenberg: Evangelische Kirchengemeinde, 1978. (PDF) (Memento vom 13. März 2016 im Internet Archive), DNB 800895193.
- Die Verantwortung der Kirche für Menschen im Hotel- und Gaststättengewerbe, Missionarischer Dienst im Hotel- und Gaststättengewerbe, Stuttgart 1983.
- Die grosse Stadt als missionarische Herausforderung oder keine Angst vor Ninive, Missionarischer Dienst im Hotel- und Gaststättengewerbe, Stuttgart 1983.
- Aus meinem Leben voller Wunder (Autobiografie), Selbstverlag.[8]